# Niobe

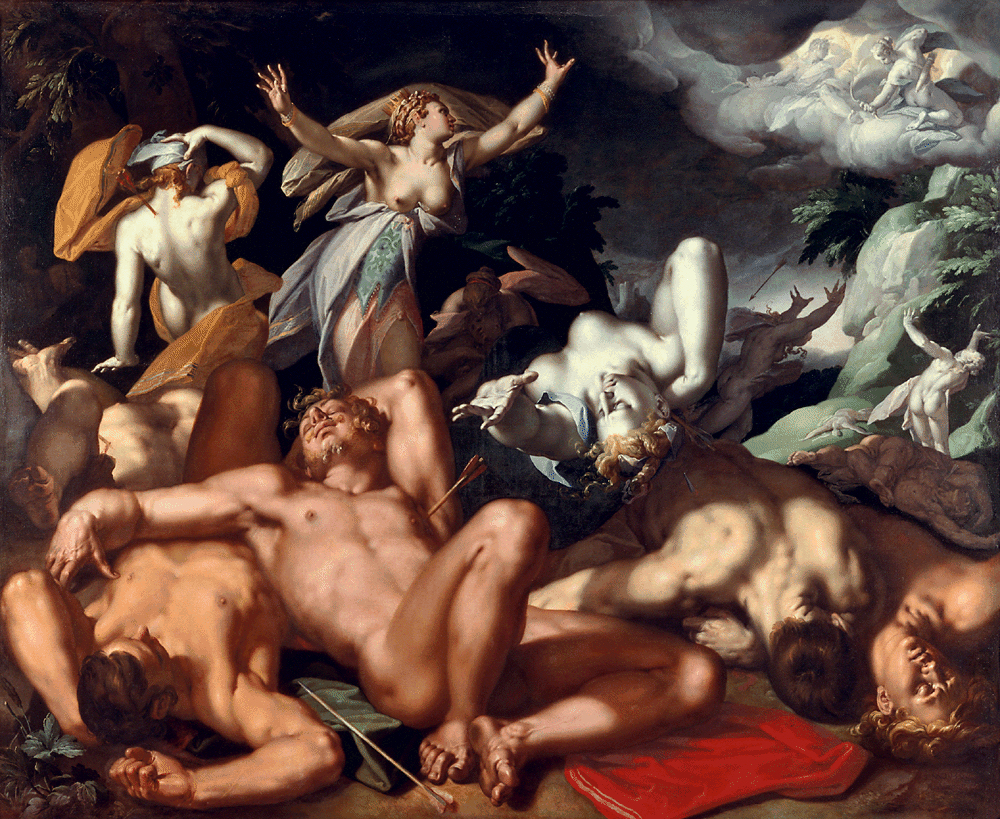
Niobe disperata assiste alla morte dei suoi figli (1591), dipinto di Abraham Bloemaert (Copenaghen, Statens Museum for Kunst).

Niobe  (in lingua greca: Νιόβη Niòbē) è un personaggio della mitologia greca, figlia di Tantalo e sorella di Pelope, punita dagli dei per la sua superbia.
Il nome di sua madre è discusso dai mitografi; talvolta è ritenuta Eurianassa, figlia del dio fluviale Pattolo, oppure Euritemiste, figlia del fiume Xanto; ma sono conosciute ancora altre variazioni: una la vuole figlia di Clizia, una delle figlie di Anfidamante, un'altra della ninfa Dione.
Secondo un'altra tradizione, era invece figlia di Assaone.

## Mitologia[3][4]
Apollo aveva il potere di mandare i mali a coloro che voleva punire, come le morti improvvise. Per esempio lanciò frecce col suo arco d'argento per l'ingiusto oltraggio fatto al sacerdote Crise e così diffuse la peste nel campo greco, come è detto nel I libro dell'Iliade. La sua vittima più infelice fu Niobe. Nella Frigia c'era un ricco re, Tantalo, che era protetto dagli dèi celesti, tanto da essere invitato sull'Olimpo. Tuttavia Tantalo fraintese la benevolenza divina e divulgò alcuni segreti che Zeus gli aveva confidato. Per questo fu cacciato nel Tartaro e condannato a un eterno supplizio. Tantalo, in vita, aveva avuto parecchi figli, tra cui Pelope e Niobe, che aveva sposato Anfione dal quale aveva avuto sette robusti figli maschi e sette bellissime figlie femmine. Niobe si vantava di essere più feconda di Leto, madre di Apollo e Artemide, e pretendeva che a lei spettassero gli onori divini. Questa superbia arrivò alle orecchie di Leto che incaricò i suoi figli di punire Niobe. Infatti Apollo uccise con il suo arco di argento i suoi sette figli e successivamente anche Artemide sterminò le sette figlie (o, secondo una variante del mito, ne lasciarono in vita solo due, rispettivamente un maschio, Amicla, ed una femmina, Cloride). La sventurata Niobe pianse amaramente, riconoscendo ormai troppo tardi la propria colpa e, ammettendo di essere stata punita giustamente, pregò Zeus di trasformarla in pietra. Il suo corpo venne tramutato in roccia conservando la sua forma. Anche in pietra Niobe continua a piangere e piangerà in eterno.
Secondo l'Iliade di Omero i giovani uccisi rimasero insepolti per dieci giorni, finché gli dèi stessi non si occuparono della tumulazione. Secondo quanto narra Ovidio, oppure anche Anacreonte, Niobe, in lacrime, si tramutò in blocco di marmo dal quale scaturì una fonte. In una roccia che si trova sul monte Sipilo in Lidia, presso Magnesia, si è voluta scorgere la Niobe divenuta pietra.
Il mito che narra della superbia di Niobe e della morte dei suoi figli, i Niobidi, fu ampiamente diffuso nell'arte e nella letteratura degli antichi, come attestano le numerose menzioni, e il suo significato pedagogico (evitare la superbia) è evidente. Le tragedie di Eschilo e di Sofocle ispirate ad esso sono andate perdute.

## Influenza culturale
- Il mito di Niobe ispirò gli artisti greci dell'età classica, che raffigurarono la strage dei Niobidi nei vasi e in gruppi di sculture altamente drammatiche, di cui restano alcune copie romane come la Niobide degli Horti Sallustiani a Roma e la Niobe che protegge la figlia agli Uffizi.
- Il mito di Niobe era noto agli etruschi, come dimostra la rappresentazione della strage dei suoi figli sul sarcofago di Velthur Vipinana, ritrovato nella Necropoli di Carcarello a Tuscania.
- Da Niobe prende il nome la Niobe Planitia su Venere.
- Niobe compare nella Divina Commedia di Dante Alighieri, nel XII canto del Purgatorio (versi 37,39) come esempio di superbia contro gli dei.
- Carducci, nella poesia Per la morte di Napoleone Eugenio nelle Odi barbare[7] definisce corsa Niobe (cioè Niobe della Corsica) Maria Letizia Ramolino, madre di Napoleone, a causa delle morti dei suoi figli.
- Alberto Savinio, La morte di Niobe, tragedia mimica in un atto; compone la musica e scrive il libretto. L'opera va in scena a Roma il 14 maggio 1925 al Teatro Odescalchi (dal nome del palazzo che lo ospitava) con la compagnia del Teatro dell'Arte, gruppo di autori e attori nato nel 1924 e guidato da Luigi Pirandello.
- Nel 2005, il compositore italiano Marco Taralli, su commissione dell'Associazione Operation Smile ha composto la cantata “Niobe – In memoria dei bambini di Beslan”, per mezzosoprano, ottavino, coro di voci bianche ed orchestra, su libretto di Fabio Ceresa. La cantata è stata eseguita nel marzo 2005 dall'Orchestra del Teatro di Rostov sul Don diretta da Maurizio Dones presso l'Auditorium del Parco della Musica di Roma.

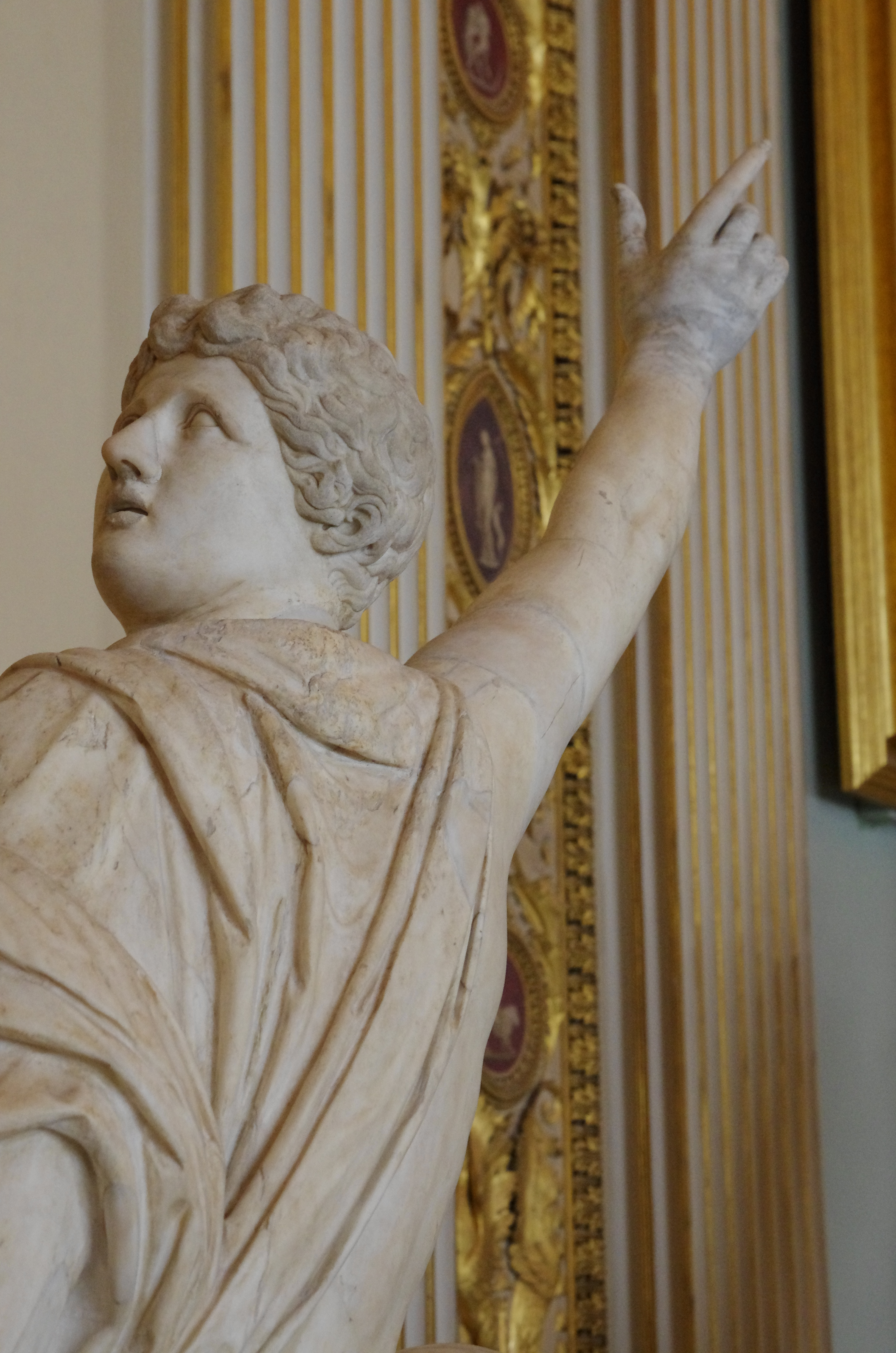
Niobide in fuga su di una roccia, I-II sec.- Galleria degli Uffizi (Firenze).
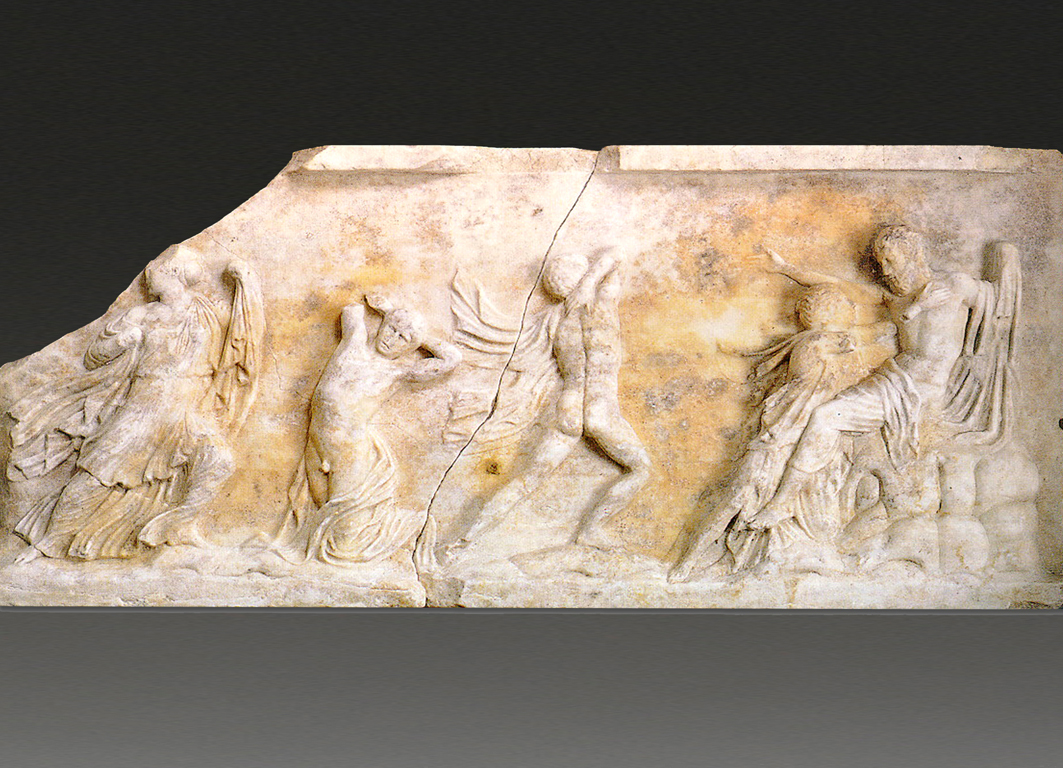
Lastra marmorea dei Niobidi esposta al Museo civico di Modena.

- Niobe è il nome di uno dei capitani più abili della flotta di Zion dell'universo di Matrix. Il personaggio riflette le caratteristiche dell'omonimo mitologico tra cui la superbia, il carattere forte e la determinazione.
- Niobe è anche il titolo di un'opera lirica, in due atti, del compositore Giovanni Pacini.
- Il niobio, elemento chimico di numero atomico 41, prende il nome da Niobe, trovandosi sopra il tantalio, il cui nome deriva proprio da suo padre Tantalo.
- Niobe è un personaggio  del manga Saint Seiya, tipico nel fare riferimenti alla mitologia greca.